# رشيد سرور
رشيد سرور (بالإنجليزية: Rashid Sarwar)‏ هو لاعب كرة قدم بريطاني في مركز نصف الجناح، ولد في 3 مارس 1965 في بيزلي في المملكة المتحدة. لعب مع نادي كيلمارنوك.